# L'Or du Cristobal
Pour plus de détails, voir Fiche technique et Distribution.
L'Or du Cristobal est un film français réalisé par Jean Stelli, commencé par Jacques Becker en 1939 et sorti en 1940.

## Résumé
Des malfaiteurs, dirigés par un ancien policier, tentent de s'emparer du butin en or du bateau « Le Cristobal ».

## Fiche technique
- Titre : L'Or du Cristobal
- Réalisation : Jacques Becker, terminé par Jean Stelli[1]
- Scénario : d'après le roman de Albert t'Serstevens[2]
- Adaptation et dialogues : Carl Koch, Roger Vitrac
- Assistants réalisateur : Eugène Deslaw, Pierre Méré
- Décors : Eugène Lourié
- Photographie : Nicolas Hayer, Jean Bourgoin, Pierre Montazel
- Son : Jacques Hawadier
- Montage : Marguerite Renoir
- Musique : Jean Wiener
- Production : R.A.C, puis Beryl (France)
- Directeur de production : Jacques et Joé Salviche
- Distribution : Dispa
- Tournage du 6 janvier à mai 1939, dans les studios de la Victorine à Nice et les studios de Boulogne ; extérieurs à Villefranche-sur-Mer
- Pays de production :  France
- Format :  Noir et blanc - 1,37:1 - 35 mm - son mono
- Genre : Aventure
- Durée : 80 minutes
- Date de sortie : 
  - France - 22 avril 1940

## Distribution
- Charles Vanel : le chef de la police
- Dita Parlo : Lisbeth
- Albert Préjean : Dupuy, le second
- Conchita Montenegro : la Rubia
- Guillaume de Sax : le capitaine Hartmann
- Georges Péclet : Philippe
- Roger Legris : le râleur
- Jacques Tarride : le médecin
- Paul Temps : l'ingénieur
- Léon Larive : le cuisinier
- Jean Heuzé : le lieutenant Saunier
- Étienne Decroux : l'idiot
- Tony Murcie : Kériadec
- Jim Gérald : un pirate
- Brutus : un marin
- Frédéric "Fred" Mariotti : un marin
- Louis Robert : un marin
- Juan Gomez : un guitariste
- Ramon Garcia : un guitariste
- Marie Cruz
- Gaby Ducros